# Basileuterus delattrii
Basileuterus delattrii (лат.) — вид птиц из семейства древесницевых. В 2021 году, после проведения исследований, которые показали различия в издаваемых звуках, экологии и, в некоторой степени, внешнем виде, данный вид был выделен в отдельный из Basileuterus rufifrons (МСОП пока не признает этого, поэтому охранный статус данному таксону в настоящее время еще не присвоен). Некоторые специалисты, однако, продолжают считать данный таксон подвидом (Basileuterus rufifrons delattrii). 
Выделяют три подвида.

## Распространение
Ареал простирается от Гватемалы до Венесуэлы.